# Tipobibliografia
Una tipobibliografia és una bibliografia que recull totes les publicacions produïdes i impreses en un territori determinat (una localitat, una comarca o un país).
Las tipobibliografies, també anomenades repertoris tipobibliogràfics, esdevenen fonamentals en els estudis humanístics, ja que són una de les fonts més importants per poder valorar el nivell cultural de l'àmbit geogràfic on es van imprimir els llibres. També són d'utilitat per als estudis literaris, donat que la impremta ha estat el seu mitjà de difusió essencial.

## Antecedents
Es poden trobar tipobibliografies d'ençà del segle xviii, si bé la majoria comencen a produir-se a partir del segle xix i, essencialment, a partir de la segona meitat d'aquest segle, gràcies al naixement de les bibliografies provincials i locals, la creació del Cos Facultatiu d'Arxivers, Bibliotecaris i Arqueòlegs i els premis de bibliografia de la Biblioteca Nacional d'Espanya.

## Tipologies de tipobibliografies
Els repertoris tipobibliogràfics es poden caracteritzar per dos criteris: el geogràfic i el cronològic. Des del primer punt de vista, s'estableixen les tipobibliografies internacionals, nacionals, regionals, provincials i locals. Des del punt de vista cronològic, poden ser actuals (o corrents) i retrospectives. Les bibliografies que recullen la producció d'una persona o col·lectiu s'anomenen biobibliografies.